# Râul Joagăru
Râul Joagăru este un curs de apă, afluent al râului Valea Strâmbă. 